# Last Christmas (canção)
"Last Christmas" é uma canção gravada pela dupla pop britânica Wham!, lançada como um single  natalino pela Epic Records em 3 de dezembro de 1984. A canção foi gravada em agosto de 1984, na Advision Studios, em Londres, Inglaterra. George Michael escreveu, produziu, cantou e tocou todos os instrumentos da música. O clipe de "Last Christmas" mostra George Michael e seu companheiro do Wham!, Andrew Ridgeley, acompanhados de suas namoradas. Eles estão indo encontrar alguns amigos em um resort de esqui.
A música alcançou o primeiro lugar na Eslovênia e Reino Unido a 01/01/2021, 36 anos depois do lançamento do single e quatro anos após a morte de George Michael, assim como o segundo lugar na Bélgica, Holanda, Hungria, Irlanda, Itália e Noruega. No Reino Unido, voltou ao n.º 1 durante duas semanas não-consecutivas entre dezembro de 2022 e janeiro de 2023 e em dezembro deste último ano passou três semanas consecutivas no topo da tabela de singles britânica, incluindo na semana do Natal (a canção n.º 1 na semana de Natal é um evento de destaque no cenário musical do Reino Unido), o que aconteceu pela primeira vez Antes disso, a canção já tinha chegado ao n.º 1 da tabela de singles sueca em 2017, 2018 e 2019 (para além de em 2021 e 2023). Em janeiro de 2023, alcançou o seu pico na Billboard Hot 100, posição que igualou em dezembro do mesmo ano.
O Whamǃ doou todos os royalties da música para um programa que tinha como objetivo, acabar com a fome na Etiópia.
A versão "Pudding Mix" faz parte do terceiro e último álbum de estúdio da dupla, Music from the Edge of Heaven, lançado em 1986.
A canção se tornou um clássico natalino, e desde seu lançamento já foi regravada dezenas de vezes, por diversos artistas, como Gwen Stefani, Ariana Grande, Savage Garden, Carly Rae Jepsen, Taylor Swift, Metro Station, Hilary Duff, Whigfield, Cascada, entre outros. Em 2010 também ganhou uma versão na série musical Glee, com vocais dos atores Lea Michele, Cory Monteith e Amber Riley.

## Vídeo musical
O videoclipe de "Last Christmas" apresenta os membros do Wham! George Michael e Andrew Ridgeley acompanhando suas respectivas namoradas para ver os amigos em um chalé num resorte de ski: o teleférico visto em duas cenas do clipe existe na vida real em Saas-Fee, na Suíça, onde o vídeo foi filmado. Fica claro logo de início que a personagem namorada de Ridgeley (desempenhado pela modelo Kathy Hill) esteve em um prévio relacionamento com Michael, e a canção direciona-se a ela. Ela mantém-se em evidência durante o vídeo pelo uso da cor vermelha em suas vestimentas, enquanto o resto dos personagens utilizam cores mais fracas.
Há um breve flashback ao "Last Christmas" (Natal passado, em inglês), onde o personagem de Michael é visto presenteando-a com um broche de joalheria. No tempo presente, Ridgeley usa o broche dado por Michael, sugerindo que a garota deu o mesmo tipo de broche para o seu agora novo amor ou, até mesmo, que ela o tenha representeado com o mesmo broche dado por Michael. Quando a garota usa o broche dado por Michael, ele é ostentado em seu suéter para o lado de cima; já quando utilizado por Ridgeley, o mesmo é visto de cabeça para baixo. Em diversas ocasiões, Michael demonstra uma expressão pensativa, sugerindo que suas emoções estão em constante conflito. Em determinado momento, Michael está decorando a árvore de natal e um dos enfeites cai no chão, onde a sua ex-namorada está sentada, fazendo com que os ex-amantes troquem olhares por um breve período.
A aparente indiferença da personagem às demonstrações de afeto de Ridgeley fazem com que os espectadores se perguntem se o coração de Ridgeley poderia ser o próximo a ser quebrado. Ao fim do vídeo, todos deixam a cabana, indo ao teleférico. Ao fim da viagem, os casais estão formados como no início do vídeo, e Michael e sua nova namorada aparentam estar felizes.
O vídeo também apresenta as antigas backing vocals da duo, Pepsi e Shirlie, e o baixista do Spandau Ballet, Martin Kemp, então namorado e futuro marido de Shirlie Holliman.
Em dezembro de 2019, o videoclipe de "Last Christmas" foi relançado no YouTube em qualidade 4K Ultra HD. O clipe tinha sido originalmente gravado em um filme de 35mm, como em filmes de cinema. Portanto, para conseguir a extrema clareza presente na versão em 4K, foi necessário que o diretor do videoclipe em 1984, Andy Morahan, encontrasse os rolos de filme originais, trabalhando junto ao time da Cinelab London e ao artista Russ Shaw da VFX na pós-produção, recriando o vídeo inteiramente, com todos os cortes e efeitos, porém agora em altíssima qualidade.
Em julho de 2020, o videoclipe já acumulava 507 milhões de visualizações no canal oficial do YouTube do Wham!. O segundo vídeo oficial, "Last Christmas (Pudding Mix)" chegou a 28 milhões, e o vídeo em 4K, relançamento de 2019, 16 milhões.

## Versão de Ashley Tisdale
A cantora e atriz Ashley Tisdale lançou sua regravação da canção primeiramente em 2006, como parte de seu contrato com a Warner Bros. Records. Em outubro de 2007, a faixa foi relançada pela mesma no álbum Disney Channel Holiday. 
No mês de natal em 2007, Ashley realizou algumas performance para divulgar a música. A primeira apresentação do single ocorreu na tradicional "Macy's Thanksgiving Day Parade". Posteriormente, outra performance foi feita no "Xtmas on Rockefeller Center", junto do seu então recente single Suddenly. Em 21 de novembro de 2009 voltou a cantar a faixa em uma apresentação no centro comercial "Citadel Outlets", em Los Angeles. 

###### SinglePromocional
1. "Last Christmas" (Single Version) - 3:55
2. "Last Christmas" (2007 Radio Edit) - 3:39

###### Desempenho nas tabelas musicais
| Tabela musical (2007)           | Posição |
| ------------------------------- | ------- |
| US iTunes Top 100 Holiday Songs | 1       |
| US Billboard Holiday            | 47      |

## Versão de Cascada
Regravação do sucesso da dupla britânica Wham!, o single foi lançado no iTunes em novembro de 2007. No Reino Unido, a música é tocada regularmente durante a época de natal, apesar de ser uma faixa "lado B". Foram lançados dois videoclipes oficiais, e os dois receberam mais de 60 milhões de visualizações no YouTube. 

###### Desempenho nas tabelas musicais
| Tabela musical (2007)                | Posição |
| ------------------------------------ | ------- |
| UK Singles (Official Charts Company) | 111     |
| UK Dance (Official Charts Company)   | 22      |
| Germany (Official German Charts)     | 83      |
| Austria (Ö3 Austria Top 40)          | 63      |

## Outras versões notáveis
- Billie Piper gravou originalmente um cover de "Last Christmas" como lado B de seu single "She Wants You" de 1998. Foi lançado como um CD single em áreas limitadas na Europa, alcançando a 47ª posição na Suécia.[17] O single foi lançado de forma promocional em vinil no Reino Unido, limitado a quinhentas cópias.

- Hilary Duff regravou a canção para seu álbum de estreia de 2002, Santa Claus Lane. Esta versão de Duff, alcançou a posição de número 68 na tabela sul-coreana Gaon Chart em 2012.[18]

- Taylor Swift regravou "Last Christmas" para seu extended play (EP) de 2007, The Taylor Swift Holiday Collection. A canção alcançou a posição de número 28 na tabela estadunidense Billboard Hot Country Songs, em janeiro de 2008[19] e posicionou-se em número 46 pela também estadunidense Billboard Hot Digital Songs em dezembro de 2008.[20] Além disso, na tabela Greatest of All Time Holiday 100 da Billboard, que mediu os dados da tabela de 1958 a 2016, "Last Christmas" de Swift alcançou a posição de número 56.[21]

- A versão de James TW em 2018, alcançou a posição de número 22 pela Hot Singles Chart da Nova Zelândia e de número 38 pela  Sverigetopplistan, a tabela oficial de singles sueca.[22]

- O Backstreet Boys regravou "Last Christmas" e lançou-o como o primeiro single de seu primeiro álbum de Natal, A Very Backstreet Christmas, em 6 de setembro de 2022. Este lançamento foi acompanhado por um vídeo musical lançado em 1 de novembro de 2022 e alcançou o topo da tabela estadunidense Billboard Adult Contemporary, em dezembro de 2022.[23]

- Lauren Spencer-Smith lançou um cover da canção em 11 de novembro de 2022. Sua versão alcançou a posição de número 81 na tabela estadunidense Billboard Hot 100 em dezembro de 2022.[24]